# Premiile Academiei Române pentru anul 2015
Premiile Academiei Române pentru anul 2015 au fost acordate în 15 decembrie 2017, în Aula Academiei Române.
Sunt indicate obiectul acordării premiului, cel mai adesea o lucrare, autorul acesteia și țara de reședință a autorului. În cazul în care nu este indicată țara, autorul este din România.

## I. Filologie și literatură

### Premiul „Timotei Cipariu“
- Lucrarea: Formarea cuvintelor în limba română. Vol. al IV-lea, Sufixele. Derivarea nominală și adverbială, Partea I (A-C) - Marina Rădulescu Sala, Laura Vasiliu

### Premiul „Bogdan Petriceicu Hasdeu“
- Lucrarea: Istoria lui Alexandru cel Mare – Alexandria ilustrată de Năstase Negrule - Carmen Albu, Claudia Nichita, Gabriela Dumitrescu
- Lucrarea: Terminologia meteorologică românească a fenomenelor atmosferice (Științific versus popular) - Alina Pricop, Cristina Cărăbuș, Liviu Apostol, Mădălin Pătrașcu, Dan Chelaru, coordonator Cristina Florescu

### Premiul „Ion Creangă“
- Romanul: MJC, Editura Polirom - Ion Iovan

### Premiul „Titu Maiorescu“
- Ediția: Duiliu Zamfirescu, Opere, vol.I. Integrala romanelor, Editura FNSA - Ioan Adam, Georgeta Adam
- Ediția: Ioan Alexandru, Opere, I, II, ediție îngrijită de Alexandru Ruja, Editura FNSA - Alexandru Ruja

### Premiul „Mihai Eminescu“
- Volumul: Opere V, Crepusculul civil de dimineață (peste 300 de poeme inedite), Editura Polirom - Emil Brumaru

### Premiul „Lucian Blaga“
- Premiul nu a fost acordat.

### Premiul „Ion Luca Caragiale“
- Premiul nu a fost acordat.

## II. Științe istorice și arheologie

### Premiul „Vasile Pârvan“
- Lucrarea: Epoca bronzului în podișul Sucevei - Bogdan Petru Niculică
- Lucrarea: Vase de sticlă în spațiul dintre Carpați și Prut (secolele II a. Ch - II p.Ch) - Sever-Petru Boțan

### Premiul „Dimitrie Onciul“
- Lucrarea: Untersuchungen zu den Römisch-barbarischen kontakten östlich der römischen provinz Dacia - Alexandru Popa
- Lucrarea: Bizanțul la Dunărea de Jos (secolele VII-X) - Oana Damian

### Premiul „George Barițiu“
- Lucrarea: Comunitatea dispărută. Germanii din România între anii 1945 și 1967 - Laura Gheorghiu

### Premiul „Mihail Kogălniceanu“
- Lucrarea: L’avamposto sul Danubio della Triplice Alleanza. Diplomazia e politica di sicurezza nella Romania di re Carlo I (1878-1914) - Rudolf Dinu
- Lucrarea: Viața și destinul lui Dimitrie Cantemir - Victor Țvircun (Republica Moldova)

### Premiul „Nicolae Bălcescu“
- Lucrarea: Viața economică din nordul Dobrogei în secolele X-XIV - Aurel-Daniel Stănică
- Lucrarea: Regele Ferdinand I Întregitorul - Cătălina Macovei, Adriana Natalia Bangălă

### Premiul „A.D. Xenopol“
- Lucrarea: Congregația „De Propaganda Fide“ și misiunea catolică din Moldova (secolele XVII-XVIII) - Rafael Dorian Chelaru
- Lucrarea: De la gustul pentru trecut la cercetarea istoriei. Vestigii, călătorii și colecționari în România celei de-a doua jumătăți a secolului XIX - Alexandru Istrate

### Premiul „Nicolae Iorga“
- Lucrarea: Din lumea cronicarului Ion Neculce. Studiu prosopografic - Mihai-Bogdan Atanasiu
- Lucrarea: Comunitățile germane de la sud de Carpați în Evul Mediu (secolele XIII-XVIII) - Alexandru Ciocîltan

### Premiul „Eudoxiu Hurmuzaki“
- Lucrarea: Independență versus reformă. România în contextul relațiilor sovieto-americane în perioada „Perestroika“ (1985-1989) - Simion Gheorghiu
- Lucrarea: Manuel Paleologul „Sfaturi pentru educația împărătească“ - Simona Nicolae

## III. Științe matematice

### Premiul „Gheorghe Lazăr“
- Grupul de lucrări: Remarks on diophantine quintuples - Mihai Cipu
- Grupul de lucrări: Combinatorică în algebră - Viviana Ene

### Premiul „Spiru Haret“
- Lucrarea: Particle supported control of a fluid-particle system - Nicolae Cîndea, Sorin Micu, Ionel Rovența, Marius Tucsnak

### Premiul „Dimitrie Pompeiu“
- Grupul de lucrări: Branching processes - Oana-Valeria Lupașcu
- Lucrarea: Almost commuting permutations are near commuting permutations - Liviu Păunescu

### Premiul „Simion Stoilow“
- Premiul nu a fost acordat.

### Premiul „Gheorghe Țițeica“
- Premiul nu a fost acordat.

### Premiul „Grigore C. Moisil“
- Premiul nu a fost acordat.

## IV. Științe fizice

### Premiul „Dragomir Hurmuzescu“
- Lucrarea: The architecture of the 12RSS in V(D)J recombination signal and synaptic complexes - Mihai Ciubotaru
- Grupul de lucrări: Contribuții la studiul mecanismelor din plasmă la presiune atmosferică și a acțiunii acestora asupra sistemelor biologice - Ionuț Topală

### Premiul „Constantin Miculescu“
- Grupul de lucrări: Morfologia și structura unor materiale nanostructurate cu aplicații tehnologice - Lucian Baia, Virginia Danciu, Zsolt Pap
- Grupul de lucrări: Cercetări teoretice asupra interacției radiației laser cu sisteme moleculare - Attila Bende

### Premiul „Horia Hulubei“
- Grupul de lucrări: Aspecte noi în studiul excitațiilor octupolare ale nucleelor atomice - Sorin Pascu

### Premiul „Ștefan Procopiu“
- Grupul de lucrări: Contribuții la studiul compactificărilor 8-dimensionale în teoria supergravitației 11-dimensionale - Elena Mirela Babalîc, Călin Iuliu Lăzăroiu
- Lucrarea: Thermodynamics of nonextremal Kaluza-Klein multiblack holes in five dimensions - Cristian Ionuț Stelea

### Premiul „Radu Grigorovici“
- Grupul de lucrări: Proprietăți structurale în straturi epitaxiale oxidice, nanostructuri și nanocompozite - Raluca Negrea, Cristina Chirilă, Georgia Boni
- Grupul de lucrări: Spectroscopie de fotoelectroni și calcule ab-initio aplicate la studiul suprafețelor și interfețelor - Marius Hușanu, Dana Popescu

## V. Științe chimice

### Premiul „Costin D. Nenițescu“
- Grupul de lucrări: Arhitecturi polimere conținând cicluri 1,3,4-oxadiazolice. Proprietăți fotofizice și fotochimice în diferite condiții de mediu - Mihaela Homocianu

### Premiul „I. G. Murgulescu“
- Grupul de lucrări: Compuși oxidici nanostructurați obținuți prin metoda sol-gel - Luminița Predoană

### Premiul „Gheorghe Spacu“
- Grupul de lucrări: Procese fizico-chimice sub constrângere nanometrică în materiale mezoporoase - Daniela-Cristina Berger, Cristian Matei, Raul-Augustin Mitran

### Premiul „Nicolae Teclu“
- Grupul de lucrări: Arhitecturi structurate pentru identificarea de biomolecule complexe - Camelia Bala

### Premiul „Cristofor I. Simionescu“
- Grupul de lucrări: Asamblarea supramoleculară cu ajutorul biomoleculelor - Alexandru Rotaru, Elena Laura Ursu

## VI. Științe biologice

### Premiul „Grigore Antipa“
- Volumul: Les associations végétales de Roumanie. Les associations forestiéres et arbustives, volumul 3. Volumul face parte dintr-o trilogie coordonată de Dr. Gheorghe Coldea - Gheorghe Coldea, Adrian Indreica

### Premiul „Emanoil Teodorescu“
- Pentru lucrări elaborate și publicate în reviste internaționale de prestigiu, în domeniul microbiologie-fotosinteză la cianobacterii cu implicații pentru fiziologia plantelor - Horia Leonard Banciu, Cosmin Ionel Sicora

### Premiul „Nicolae Simionescu“
- Pentru lucrări de frontieră publicate în perioada 2007-2015, în reviste internaționale de prestigiu, în domeniul medicinei translaționale privind disfuncțiile metabolismului lipidic și epigeneticii asociate aterosclerozei și diabetului - Camelia Stancu, Loredan Niculescu, Doina Ruxandra Dimulescu

### Premiul „Emil Racoviță“
- Premiul nu a fost acordat.

## VII. Științe geonomice

### Premiul „Grigore Cobălcescu“
- Lucrarea: Calcarele Jurasicului superior-Cretacicului inferior din Masivul Buila-Vânturarița. Microfaciesuri și biostratigrafie - George Pleș
- Lucrarea: The palaeontology of the cave bear bone assemblage from Urșilor Cave of Chișcău. Osteometry, palaeoichnology, taphonomy and stable isotopes - Marius Robu
- Lucrarea: Evolution of the Danube Deep-Sea Fan since the Last Glacial Maximum: new insights into Black Sea water-level fluctuations - Adriana Maria Constantinescu, Samuel Toucanne, Bernard Dennielou, Stéphan J. Jorry, Thierry Mulder, Gilles Lericolais

### Premiul „Gheorghe Munteanu-Murgoci“
- Lucrarea: Sarmatian foraminiferal assemblages from southern Transylvanian Basin and their significance for the reconstruction of depositional environments - Lóránd Silye
- Lucrarea: The mud volcanoes from Berca: a significant patrimony site of the Buzău Land Geopark (Romania) - Titus Brustur, Ion Stănescu, Rodica Macaleț, Mihaela C. Melinte-Dobrinescu

### Premiul „Ludovic Mrazec“
- Lucrarea: The occurrence of high-temperature skarns from Oravița (Banat, Romania): a moneralogical overview - Ștefan Marincea, Delia-Georgeta Dumitraș, Cristina Ghineț, Essaïd Bilal

### Premiul „Ștefan Hepites“
- Lucrarea: Climate of the Romanian Carpathians. Variability and trends - Dana Magdalena Micu, Alexandru Dumitrescu, Sorin Cheval, Marius Victor Bîrsan

### Premiul „Simion Mehedinți“
- Lucrarea: Bazinul Nirajului. Studiu de geomorfologie aplicată - Sanda Roșca

## VIII. Științe tehnice

### Premiul „Aurel Vlaicu“
- Lucrarea: The Optimal Homotropy Asymptotic Method. Engineering Application - Vasile Marinca, Nicolae Herișanu

### Premiul „Traian Vuia“
- Lucrarea: Metoda particulelor libere în analiza numerică a mediilor continue - Vasile Năstăsescu, Ghiță Bârsan

### Premiul „Anghel Saligny“
- Grupul de lucrări: Studii integrate privind evaluarea și remedierea poluării în ciclul natural și antropical apei - Carmen Teodosiu

### Premiul „Constantin Budeanu“
- Lucrarea: The Role of Mechanisms in Sustainable Energy Systems - Ion Vișa, Codruța Jaliu, Anca Duță, Mircea Neagoe, Mihai Comsit, Macedon Moldovan, Daniela Ciobanu, Bogdan Burduhos, Radu Săulescu

### Premiul „Henri Coandă“
- Lucrarea: Aplicațiile medicale ale tehnologiilor de fabricație prin adăugare de material - Petru Berce, Nicolae Bâlc, Dan Leordean, Cristina Borzan, Horea Chezan, Voicu Mager, Cristian Berce

## IX. Științe agricole și silvice

### Premiul „Gheorghe Ionescu-Șișești“
- Lucrarea: Leaf area constant model in optimizing foliar area measurement in plants: a case study in apple tree - Florin Sala, Gicu Gabriel Arsene, Olimpia Iordănescu, Marius Boldea

### Premiul „Marin Drăcea“
- Lucrarea: Consecințele despăduririlor – reconstrucția ecologică a Vrancei - Neculai Bogdan, Cristinel Constandache, Sanda Nistor

### Premiul „Ion Ionescu de la Brad“
- Premiul nu a fost acordat.

### Premiul „Traian Săvulescu“
- Premiul nu a fost acordat.

## X. Științe medicale

### Premiul „Iuliu Hațieganu“
- Lucrarea: Pericardul, anatomie, fiziologie, patologie, chirurgie - Teodor Horvat, Daniel Fudulu

### Premiul „Daniel Danielopolu“
- Lucrarea: Cercetări paleoantropologice privind populația Iașului medieval. Referire specială la necropola din secolul al XVII-lea de la Curtea Domnească - Vasilica-Monica Groza

### Premiul „Victor Babeș“
- Lucrarea: Atlas of Human Anatomy - Christache Zanoschi

### Premiul „Constantin I. Parhon“
- Lucrarea: Sindromul metabolic și obezitatea. Perspective antropologice - Nicoleta Milici

### Premiul „Gheorghe Marinescu“
- Premiul nu a fost acordat.

### Premiul „Ștefan S. Nicolau“
- Premiul nu a fost acordat.

## XI. Științe economice, juridice și sociologie

### Științe economice

#### Premiul „Petre S. Aurelian“
- Lucrarea: Dezvoltarea economică endogenă la nivel regional. Cazul României - Gheorghe Zaman, George Georgescu, coordonatori Daniela Antonescu, Florina Popa, Zizi Goschin

#### Premiul „Virgil Madgearu“
- Lucrarea: Managementul cererii și ofertei turistice - Monica Maria Coroș
- Lucrarea: Ergonomie organizațională - Aurel Manolescu, Alecxandrina Deaconu, Cosmin Dobrin, Ion Popa, Cristian-Virgil Marinaș, Irinel Marin, Ramona-Ștefania Igreț

#### Premiul „Victor Slăvescu“
- Lucrarea: Polii de creștere și integrarea economică - Edith Mihaela Dobrescu

#### Premiul „Nicolas Georgescu Roegen“
- Lucrarea: Competitivitate. Competitivitate regională în România - Elena Pelinescu, Marioara Iordan, Mihaela Nona Chilian, Mihaela Simionescu

### Sociologie

#### Premiul „Dimitrie Gusti“
- Lucrarea: Oameni prin vremuri. Bucovineni în secolul XX - Ștefan Ungurean, Mircea Ivănoiu
- Lucrarea: Absorbția fondurilor europene pentru comunele din România: rolul capacității administrative - Monica Marin

#### Premiul „Henri H. Stahl“
- Lucrarea: Mimetismul de la obiceiuri la crima organizată - Septimiu Krausz, Irinel Stegar

### Științe juridice

#### Premiul „Simion Bărnuțiu“
- Lucrarea: Buna și reaua-credință în negocierea și executarea contractelor de drept comun - Marius Floare

#### Premiul „Nicolae Titulescu“
- Lucrarea: Probleme de drept european. Principii. Directive. Trimiteri preliminare. Jurisprudență românească comentată - Anamaria Groza

#### Premiul „Andrei Rădulescu“
- Premiul nu a fost acordat.

## XII. Filosofie, teologie, psihologie și pedagogie

### Premiul „Vasile Conta“
- Lucrarea: Mit, magie și manipulare politică - Nicu Gavriluță

### Premiul „Mircea Florian“
- Lucrarea: Tratat despre Ființă - Corneliu Mircea
- Lucrarea: Anul 1600. Cenzura imaginarului științific la începutul modernității - Dan Gabriel Sîmbotin

### Premiul „Ion Petrovici“
- Lucrarea: Din istoria marilor idei etice și pedagogice - Nicolae Iuga
- Lucrarea: Ecce Nietzsche. Exercițiu de lectură hermeneutică - Mircea Braga

### Premiul „Constantin Rădulescu-Motru“
- Lucrarea: Opoziția politică în presa românească 1859-1899 - Alecu Gavrilescu

### Premiul „Dumitru Stăniloaie“
- Lucrarea: Ortodoxie și luteranism în Transilvania între Revoluția pașoptistă și Marea Unire - Mircea-Gheorghe Abrudan

## XIII. Arte, arhitectură și audiovizual

### Premiul „George Enescu“ în domeniul creației muzicale
- Lucrarea: Duo pentru flaut și pian - Andrei Tănăsescu

### Premiul „Ciprian Porumbescu“ în domeniul muzicologiei
- Lucrarea: Musical Crossroads: Church Chants and Brass Bands at the Gates of the Orient - Nicolae Gheorghiță
- Lucrarea: Criza operei? Studiu de hermeneutică muzicală - Ion Piso

### Premiul „George Oprescu“ în domeniul istoriei artei, ex aequo
- Lucrarea: Ion Vlasiu - Ioana Vlasiu, Ioan Șulea, Cora Fodor
- Lucrarea: Valori de artă barocă în Banat - Rodica Vârtaciu Medeleț

### Premiul „Ion Andreescu“ în domeniul artei plastice
- Lucrarea: Expoziția de la Bienala de la Veneția (2015) - Adrian Ghenie

### Premiul „Simion Florea Marian“ în domeniul etnografiei și folclorului
- Lucrarea: Bibliografia românească de etnografie și folclor (2001-2010) - Rodica Raliade (coordonator), Carmen Bulete, Adelina Dogaru, Armand Guță, Elena Șulea

### Premiul „Duiliu Marcu“ în domeniul creației arhitectonice
- Lucrarea: Catedrala arhiepiscopală Curtea de Argeș - Augustin Ioan

### Premiul „Aristizza Romanescu“ în domeniul artelor spectacolului
- Premiul nu a fost acordat.

## XIV. Știința și tehnologia informației

### Premiul „Gheorghe Cartianu“
- Grup de lucrări: Tehnici radio investigare univers (carte și patru articole) - Alina Mihaela Bădescu
- Grup de lucrări: Managementul resurselor în sisteme distribuite de mari dimensiuni (14 articole) - Florin Pop, Valentin Cristea

### Premiul „Mihai Drăgănescu“
- Grup de lucrări: Procesare vorbire și semnale audio (cinci lucrări) - Vasile Apopei, Doina Jitcă, Otilia Păduraru

### Premiul „Tudor Tănăsescu“
- Cartea: Programarea aplicațiilor Android - Felician Alecu, Bogdan Iancu, Ion Ivan, Paul Pocatilu, Adrian Vișoiu, Alin Zamfiroiu